# 格什姆岛
26°50′N 56°0′E / 26.833°N 56.000°E

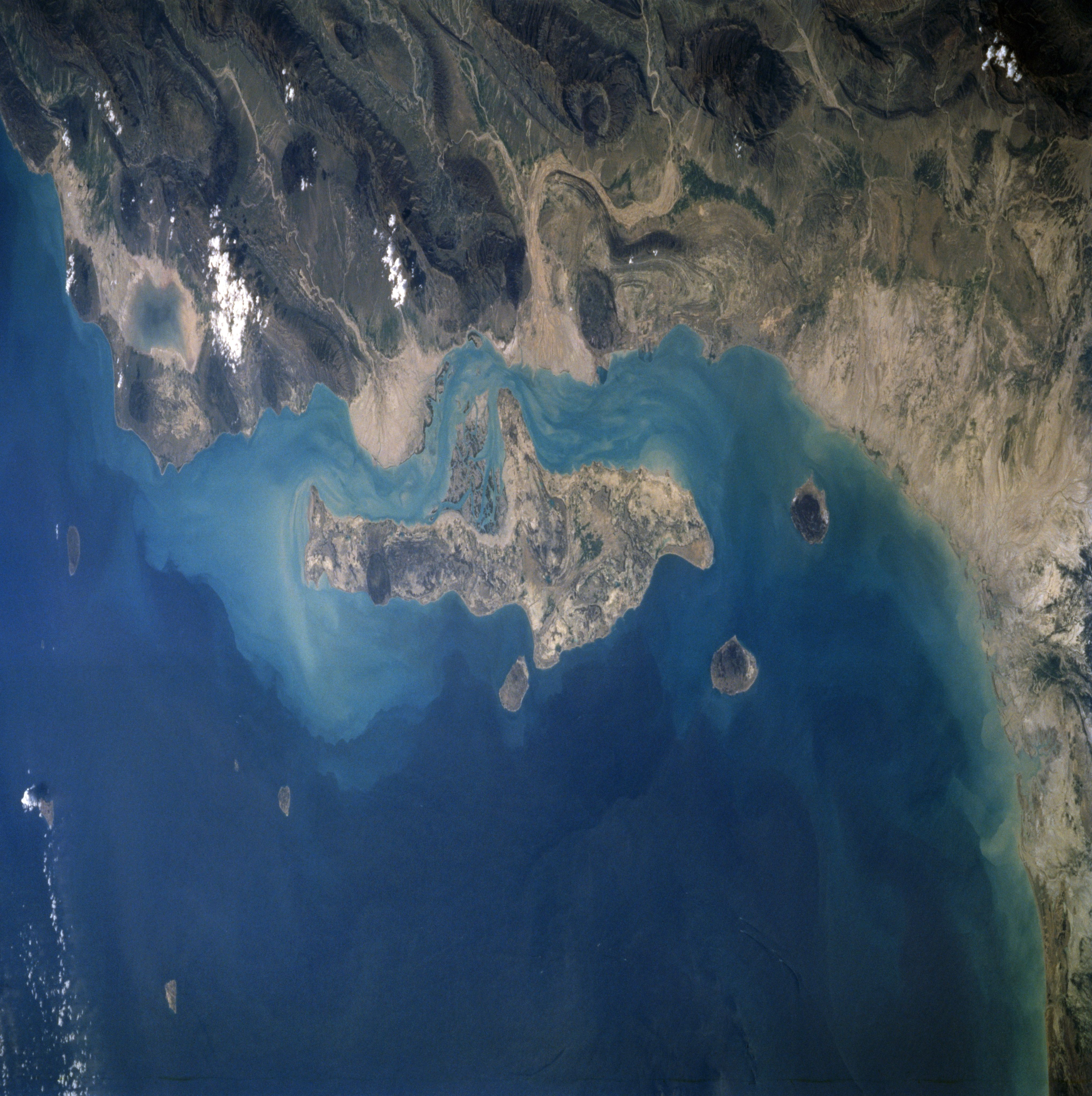
1996年2月从太空看克什姆岛

格什姆岛（波斯语：‎）是位于伊朗南海岸外霍尔木兹海峡中的一个岛。它的面积为1491km²，人口10万，是伊朗最大的岛，也是波斯湾中最大的岛。克拉伦斯海峡将该岛与伊朗大陆隔开。该岛地表大部分是岩石，土地贫瘠。岛上的居民主要从事渔业。在稀少的耕地上种植着枣椰树和瓜。东南海岸上可以晒食盐。托勒密曾记载过该岛，命名其为“亚历山大岛”。中国航海家郑和在其航海图中也标示了该岛，名为“忽鲁谟斯”。1622年，威廉·巴芬在该岛同葡萄牙作战时受伤而死。1988年7月3日，伊朗航空655號班機在该岛上空被美国海軍文森號以导弹击落，造成290人丧生。 